# Sonoma County
Sonoma County je okres ve státě Kalifornie v USA. K roku 2010 zde žilo 483 878 obyvatel. Správním městem okresu je Santa Rosa. Celková rozloha okresu činí 4 579,7 km². Na západním pobřeží okresu je Tichý oceán. V říjnu 2017 byla oblast zasažena požáry.

## Sousední okresy
| Růžice kompasu |               | Mendocino County | Lake County   | Růžice kompasu |
| Růžice kompasu |               | Sever            | Napa County   | Růžice kompasu |
| Růžice kompasu | Sonoma County |                  | Napa County   | Růžice kompasu |
| Růžice kompasu | Jih           |                  | Napa County   | Růžice kompasu |
| Růžice kompasu |               | Marin County     | Solano County | Růžice kompasu |